# آريف بيدروسيان
آريف بيدروسيان (بالأرمنية: Արև Պետրոսյան)‏ رسامة ومصممة أرمنية. هي ابنة عائلة فنية، والدها النحّات بينيك بيدروسيان ووالدتها عازفة الكمان آليسا آتاميان. حصلت على لقب فنان فخري لجمهورية أرمينيا عام 2015. تميزت آريف بيدروسيان بالرسم على الزجاج الاكريليك للوحات بأبعاد كبيرة تصل لعدة أمتار. 

## سيرة شخصية
ولدت آريف بيدروسيان في 6 آيار عام 1972 في يريفان. التحقت عام 1987 بمعهد بانوس تيرليزيان الحكومي للفنون الجميلة في يريفان وتخرجت منه عام 1991. تخرجت من كلية يريفان الحكومية للفنون الجميلة والمسرح قسم الرسم والرسوميات حاسوبية عام 1998. آريف عضوة بنقابة الفنانين بأرمينيا منذ عام 1999. تشغل آريف بيدروسيان منذ عام 1997 منصب المدير التنفيذي لمؤسسة Benik Petrosyan الثقافية.

## حياة مهنية
1995-2005 صممت آريف بيدروسيان العديد من البرامج التلفزيونية والبرامج الإخبارية لعدد من المحطات التلفزيونية مثل قناة شانط و Ա1+.
2000-2009 شاركت في تصميم العديد من الإعلانات المصورة. عملت كمصصمة مع عدد من الشركات العالمية ككوكا كولا وتشوارتزكوف. قامت آريف بيدروسيان بالتصميم المسرحي لحفلات موسيقية ومناسبات مختلفة، كذلك التصميم الداخلي والخارجي لبيوت ريفية، مكاتب، مطاعم وشقق سكنية. أسست صالة «آريف آرت غاليري» في يريفان عام 2015.

## مشاركات

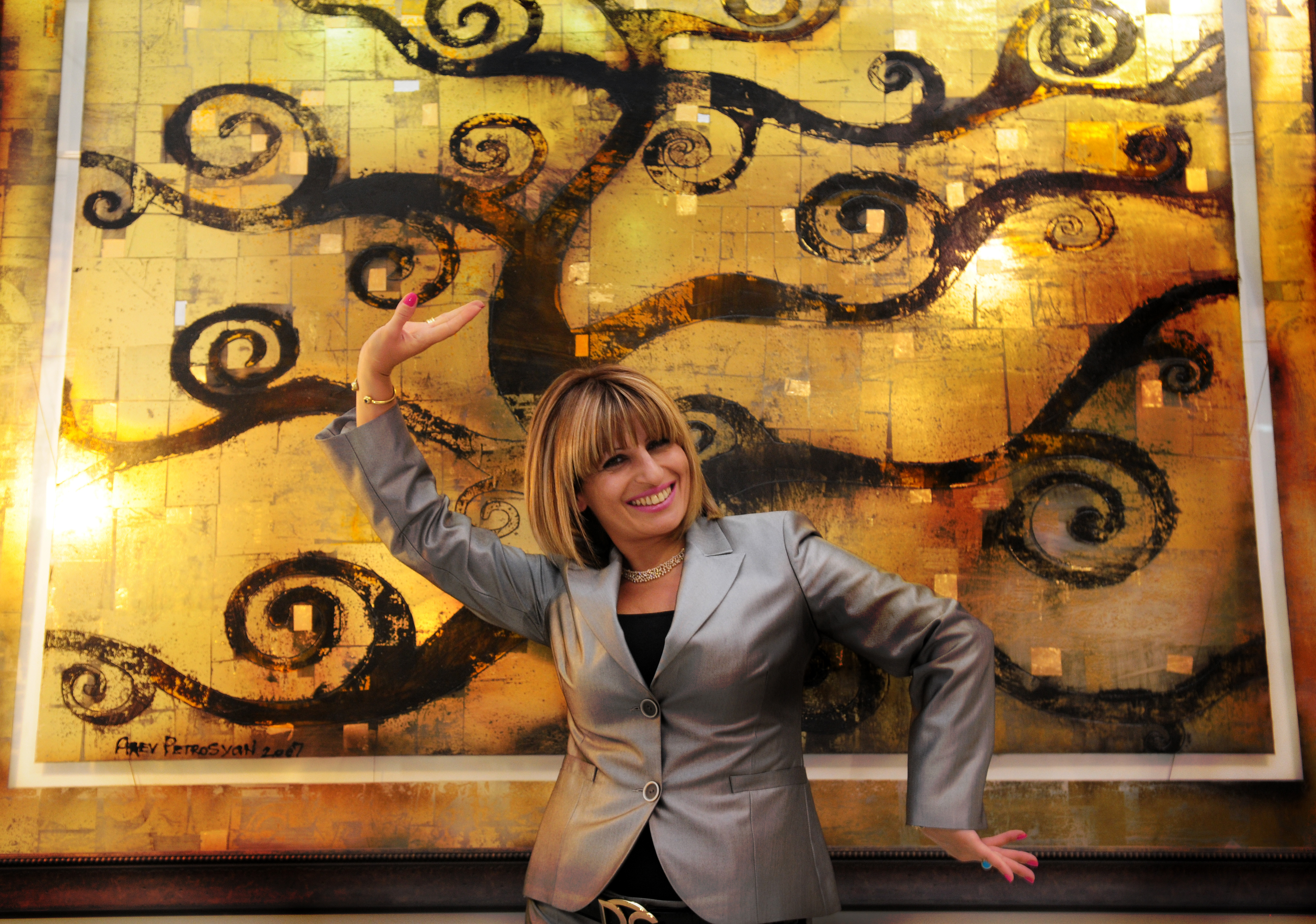
Արև Պետրոսյան, 2009

شاركت آريف بيدروسيان خلال مسيرتها في الكثير من المعارض داخل أرمينيا وخارجها. سنذكر بعض منها:
- 2017 معرض في الجامعة الأمريكية في أرمينيا ضمن مؤتمر «تمكين الفتيات والنساء في أرمينيا»
- 2017 معرض في السفارة الألمانية في أرمينيا مخصص للنساء
- 2016 «أسبوع الثقافة الأرمنية» في طوكيو
- 2016 معرض «دور المرأة في التنمية المستدامة» باريس في منزل اليونسكو
- 2014 معرض بيروت للفن جناح «جالا آرت غاليري»
- 2014 معرض موناكو للفن جناح «شيدفير آرت غاليري»
- 2013 معرض «في غضون أيام الأرمن» مينسك، بيلاروسيا،[6][7]
- 2011 افتتاح «صالة عرض آريف آرت» في موسكو[8]